# Ignac Lampe
Ignac Lampe, slovenski partizan, politik in mesar, * 29. julij 1903, Dobrova pri Ljubljani, † ?.
27. julija 1942 je vstopil v NOV in POS. Kot pripadnik Gubčeve brigade je bil eden izmed odposlancev, ki so se udeležili Zbora odposlancev slovenskega naroda v Kočevju.